# Jennifer Jasberg
Jennifer Jasberg (* 16. Mai 1983 in Gelsenkirchen), auch Jenny Jasberg, ist eine deutsche Politikerin (Bündnis 90/Die Grünen). Sie ist Mitglied der 22. Hamburgischen Bürgerschaft.

## Leben
Jennifer Jasberg wuchs abwechselnd im Ruhrgebiet und in Schleswig-Holstein auf. Ihr Abitur erwarb sie 2003 an der Meldorfer Gelehrtenschule. Sie studierte von 2003 bis 2009 an der Georg-August-Universität in Göttingen und hielt sich mehrfach für Studienzwecke in Syrien und im Libanon auf. Sie erwarb zwei Magisterabschlüsse, zum einen an der geisteswissenschaftlichen Fakultät mit dem Hauptfach Arabistik (Politikwissenschaft und Geschlechterforschung) und an der sozialwissenschaftlichen Fakultät mit dem Hauptfach Ethnologie (Iranistik). Die Förderung durch die Studienstiftung des deutschen Volkes ermöglichte ihr umfangreiche Recherchen im Ausland. Jasberg war zunächst als Referentin im Europaparlament tätig und wechselte 2011 nach Hamburg. Sie arbeitete zuletzt im schleswig-holsteinischen Ministerium für Energiewende, Landwirtschaft, Umwelt, Natur und Digitalisierung.

## Politik
Jasberg trat 2003 in die Partei Bündnis 90/Die Grünen ein. Zur Bundestagswahl 2017 kandidierte Jasberg auf Platz 3 der Landesliste und setzte sich unerwartet gegen die Landesvorsitzende Anna Gallina durch. Bei der Bürgerschaftswahl in Hamburg 2020 erhielt sie ein Direktmandat im Wahlkreis Bergedorf in der Hamburgischen Bürgerschaft.
Zusammen mit Dominik Lorenzen wurde Jasberg am 16. Juni 2020 zur Vorsitzenden der Bürgerschaftsfraktion gewählt. Bei der Bürgerschaftswahl 2025 zog sie erneut in die Bürgerschaft ein. Anschließend legte sie den Fraktionsvorsitz nieder.  Sie begründet ihren Rückzug zum einen mit der hohen Arbeitsbelastung, zum andern kritisiert sie aber auch den in den vergangenen Jahren verfolgten Mitte-Kurs ihrer Landespartei. Ihnen folgten die Innenpolitikerin Sina Imhof und der migrationspolitische Sprecher Michael Gwosdz auf dem Posten nach.